# Il Sodoma
Il Sodoma közismert művésznevén, született Giovanni Antonio Bazzi vagy de' Bazzi (Vercelli, Vercelli megye, 1477 – Siena, 1549. február 14.) reneszánsz olasz festő, a sienai cinquecento meghatározó alakja. A 15. században elhaló sienai művészetbe ő hozott új életet a 16. században.

## Életpályája
A festést szülővárosában kezdte tanulni Martino Spanzotti mesternél. Az 1490-es évek végén már Milánóban találjuk, ahol Leonardo da Vinci művészete hatott rá. 1501–1507 között Sienában működött, majd felváltva Rómában és a toszkánai városokban, de leginkább Sienában. Tehetségét legszabadabban freskóiban érvényesítette, de számos függőképet is festett.

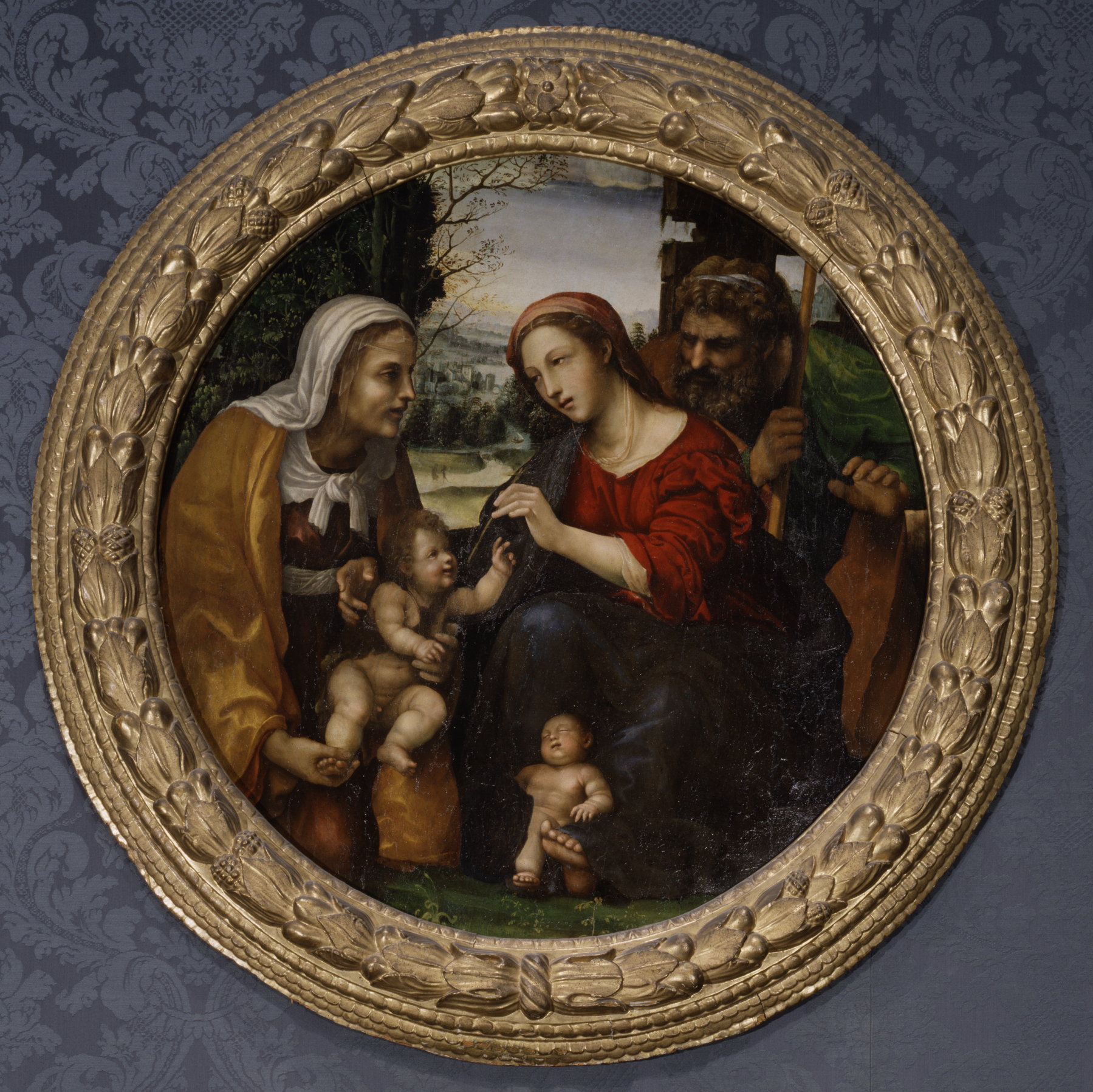
A Szent család és a gyermek Keresztelő Szt. János Szt. Erzsébettel

Alkotásainak korai szakaszára Leonardo da Vinci hatott, később Rómában Raffaello Santi képeinek hatása alá került, de e nagy művészek alkotásairól nyert benyomásait teljesen egyénileg dolgozta fel. Korai időszakából való: Jézus születése (tondo, 1501–1505, Siena, képtár), Szent család (1505 körül, Torino, képtár), Caritas című képén erősen érződik Leonardo hatása (1501-1505, Berlin). Megfestette Mária és Krisztus életének számos jelenetét, ezek közül az a jelenet a legszebb, amelyiken Krisztus megsokszorozza a kenyereket (1503–1504, Sant'Anna in Camprena-kolostor Siena mellett). 26 freskón örökítette meg Szent Benedek életét (1505–1508, Monte Oliveto Kolostor, bencés kolostor Siena mellett, keresztfolyosó). Közülük nevezetesebbek Szt. Benedek elutazása Norciából; Szt. Benedek fogadja Maurust és Placidust; A szerzetesek megkísértése táncoló kurtizánokkal; A törött teknő csodája, e freskón a festő egész alakos képe is szerepel, magát mint előkelő nemes ifjút jeleníti meg egzotikus állatokkal. Sok szép részletben gazdag és életteljes a Szt. Benedek sorozatból A gótok ostromolják Montecassinót c. freskó.
Freskói teli vannak szépségekkel (ifjak, nők, és gyermekek), színekkel és érzelemmel. Giorgio Vasari igen nagyra értékelte művészetét, a sienai művészek őt követő generációi Sodoma nyomdokain haladtak, Girolamo del Pacchia, Giacomo Pacchiarotti, Peruzzi, Domenico di Pace Beccafumi stb.
1508-ban II. Gyula pápa hívására Rómába ment, megbízást kapott a Stanza della Segnatura kifestésére. Később ebből Raffaello csak néhány puttót hagyott meg a mennyezeten, de tisztelete jeléül az Athéni iskola című hatalmas kompozícióján saját arcképe mellé Sodomáét is odafestette.
Sodoma fontosabb római freskói a Villa Farnesina felső emeletén vannak, ez a Nagy Sándor sorozat, köztük Nagy Sándor és Roxane lakodalma (1509-10). Lukianos leírásából tudjuk, hogy Aëtion festménye nyomán készült, kivált a két fő alak igen sikeres, Sodoma fő alakja, Roxane hercegnő szabadabb viselkedésű, tehát más, mint az eredeti festményen, amelyiken illedelmességét és szerénységét csodálták. Sodoma freskóján a hercegnő válláról Ámor még az igen átlátszó tunikát is leoldja, az egyik puttó pedig sarujától igyekszik megszabadítani. Dárius és családja a győztes Nagy Sándor előtt című jelenetet pedig a Dárius-család hölgy tagjainak szelídségére és Nagy Sándor katonái nyers erejének ellentétére építi fel, a jelenetek minden esetben gazdagon díszített reneszánsz környezetben zajlanak. Ezen freskók befejezése után visszatért Sienába, s további számos megbízásnak tett eleget. Egyik legszebb oltárképe a Keresztlevétel (1510 körül), Judit Holofernes fejével (1510-12); Krisztus az oszlophoz kötve (freskó 1515 körül), ez utóbbi freskó az olasz reneszánsz korabeli legnemesebb Ecce homója (=Íme az ember).

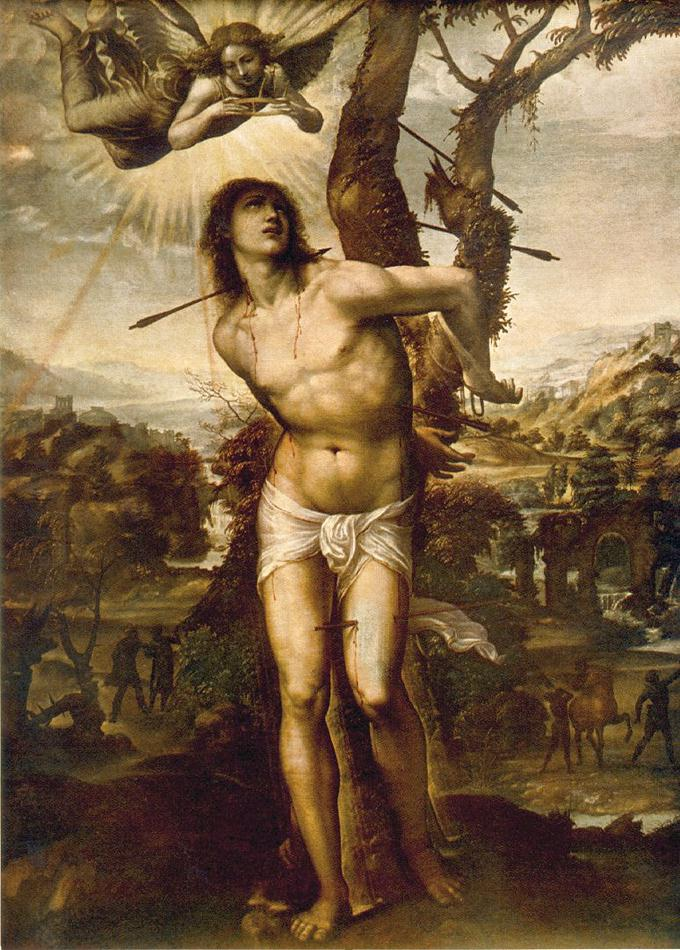
Szent Sebestyén (1525, Pitti)

Sodoma fő műve talán az a Szent Sebestyén, amelyet az egyik sienai egyházi testület megbízásából festett. Igazi kompozíció, igazi mestermű. Szent Sebestyén meggyötört, nyilakkal átlőtt sápadt teste fénnyel átjárt hatalmas távlatú táj előtt áll egy fatörzshöz kötözve, feje felett angyal lebeg fénykoszorúban, kezében tartja a mártíromság koronáját. E képet ma a Pitti-palotában őrzik.
Sodoma különös természetű, nyugtalan ember volt, nagy utakat tett meg egy-egy lóverseny kedvéért, kedvelte a tenyérjóslást, ennek ellenére a pápa a Krisztus-rend lovagjává avatta, nyilván mindezt művészi tehetségének köszönhette. Élete utolsó évtizedeiben Volterrában, Pisában, Luccában, s leginkább Sienában alkotott. Számos nevezetes kép került még ki keze alól, ezek közül néhányat még ki kell emelnünk, köztük Krisztus limbusban (1520 körül) Ádám és Éva szép aktjaival; Lucretia képei (1513-1516, Budapest Lederer-gyűjtemény és Hannover, Kestner-gyűjtemény). Szent család (1510, Bécs, Művészettörténeti Múzeum).
Sienában a San Domenico-templom freskóit is Sodoma festette meg, ezek közül kiemelkedik Szent Katalin extázisa, amely a társnői karjaiban tartott alélt mártírt ábrázolja. Fent az isteni jegyes jelenik meg, a látomás révületbe ejti az apácát, s a festő tökéletesen érzékelteti Katalin Krisztus iránti szeretetét.
A sienai Pubblico Palota freskóin vannak legszebb ifjú alakjai, Szt. Viktor és Szt. Ansanus (1530), Szent Bernardo Tolomei (1534), s ugyanott Krisztus feltámadása (1535), a S. Spiritóban a daliás Szt. Jakab a lovon (1530). Utolsó éveiben a pisai dómban festett, Pieta, Ábrahám áldozata. (Ezek már a megfáradt mester munkái.)

## Magyar vonatkozás
A budapesti Szépművészeti Múzeumban egy pompás oltárpolcrészlet található tőle (Krisztus ostorozása, 1506-08), a raktárban található két gyengébb részlet hozzátartozása bizonytalan.

## Galéria

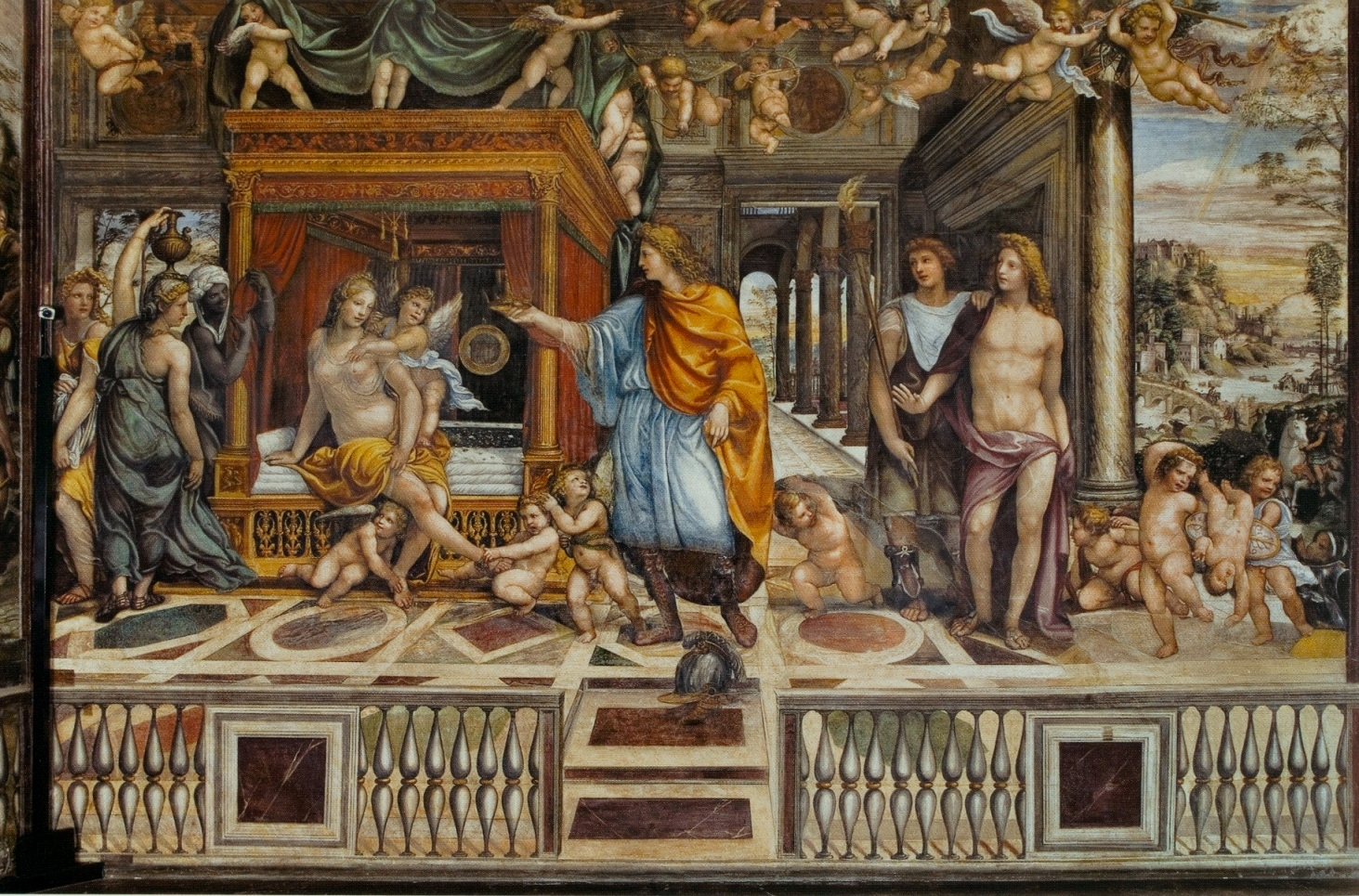
Nagy Sándor és Roxan eljegyzése (1517 körül)
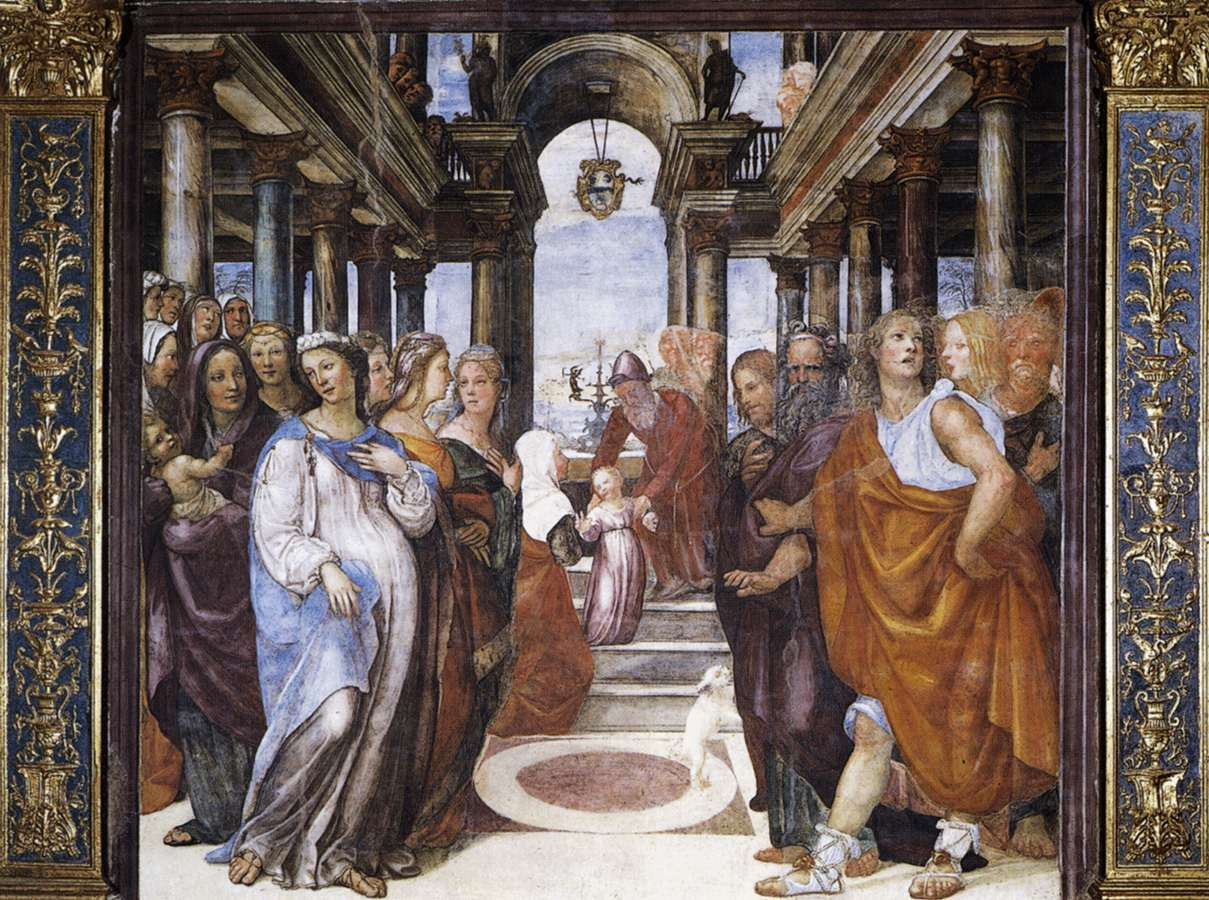
A Szűz bemutatása a templomban (1518)
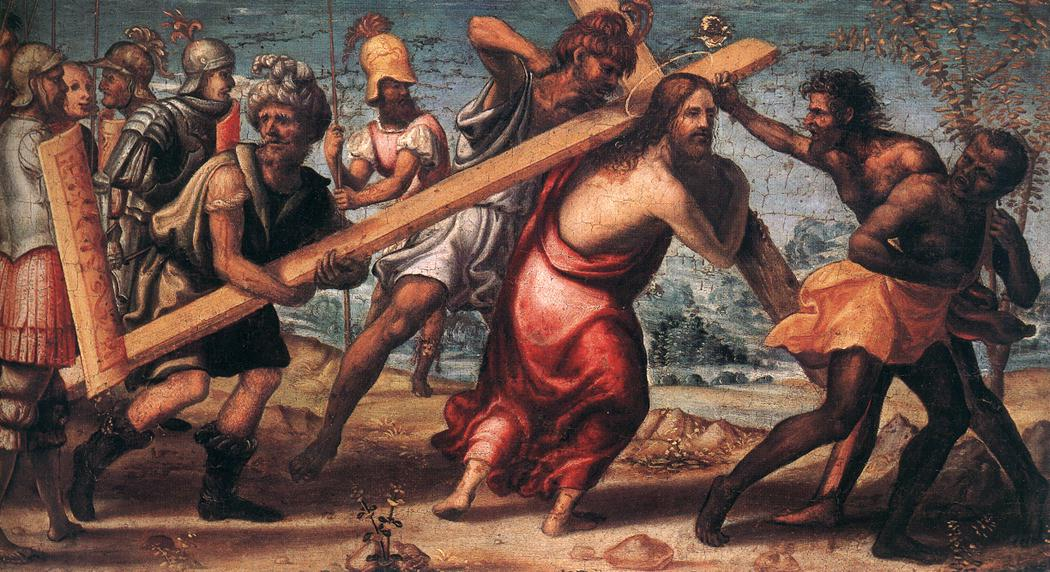
A Kálvária útja (1510 körül)
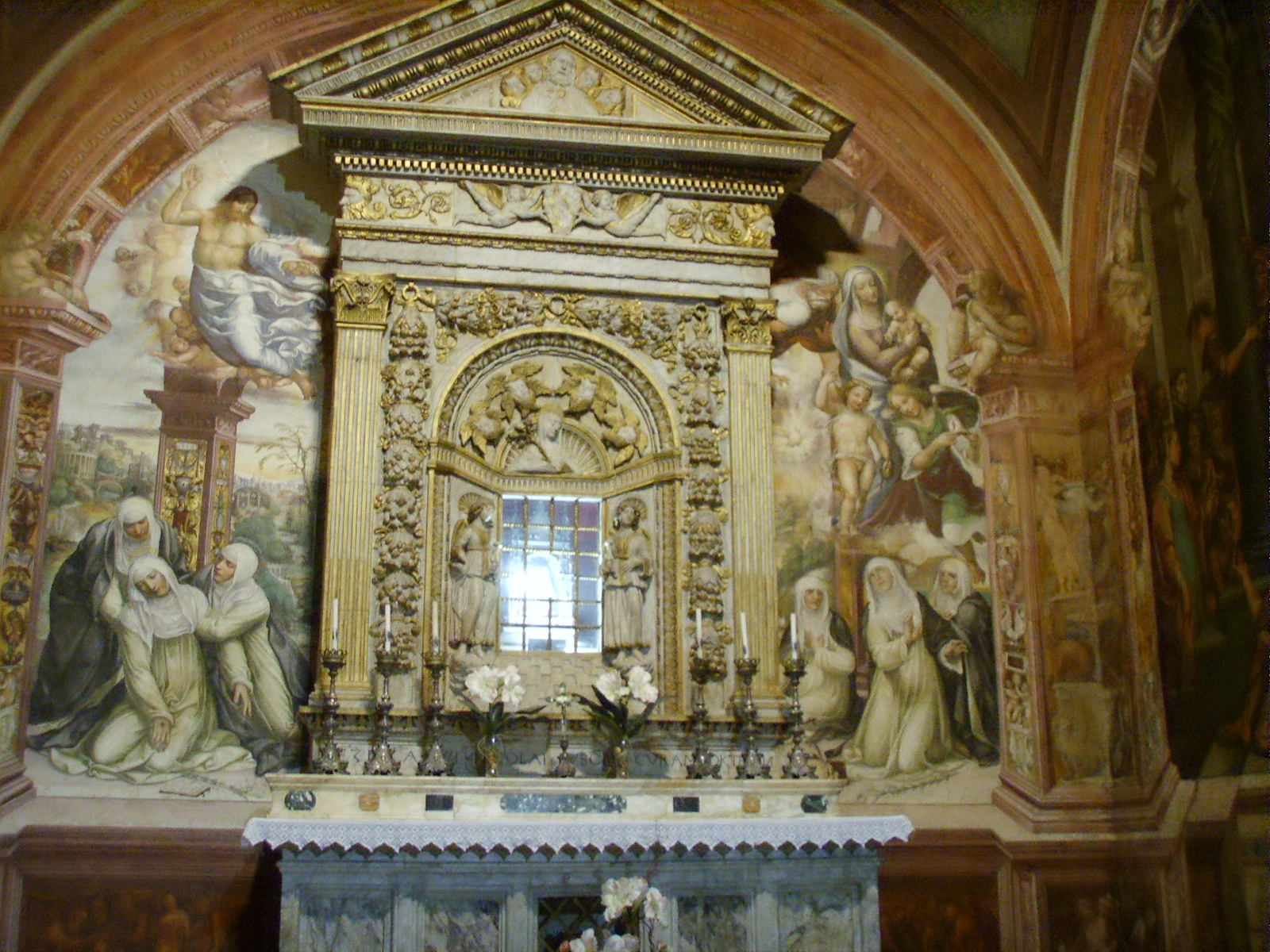
Szent Katalin extázisa (1526 körül)
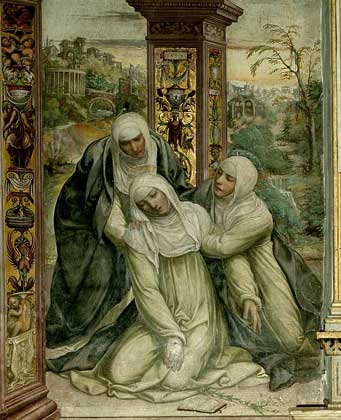
Szent Katalin extázisa (részlet)